# Вязовое (Вологодская область)
Вязовое — деревня в Сокольском районе Вологодской области.
Входит в состав Двиницкого сельского поселения, с точки зрения административно-территориального деления — в Двиницкий сельсовет.
Расстояние по автодороге до районного центра Сокола — 40 км, до центра муниципального образования Чекшина — 2 км. Ближайшие населённые пункты — Козлово, Кобылкино, Шадрино, Чекшино, Пыхмарево.
По переписи 2002 года население — 83 человека (38 мужчин, 45 женщин). Преобладающая национальность — русские (99 %).